# John Buchanan Floyd

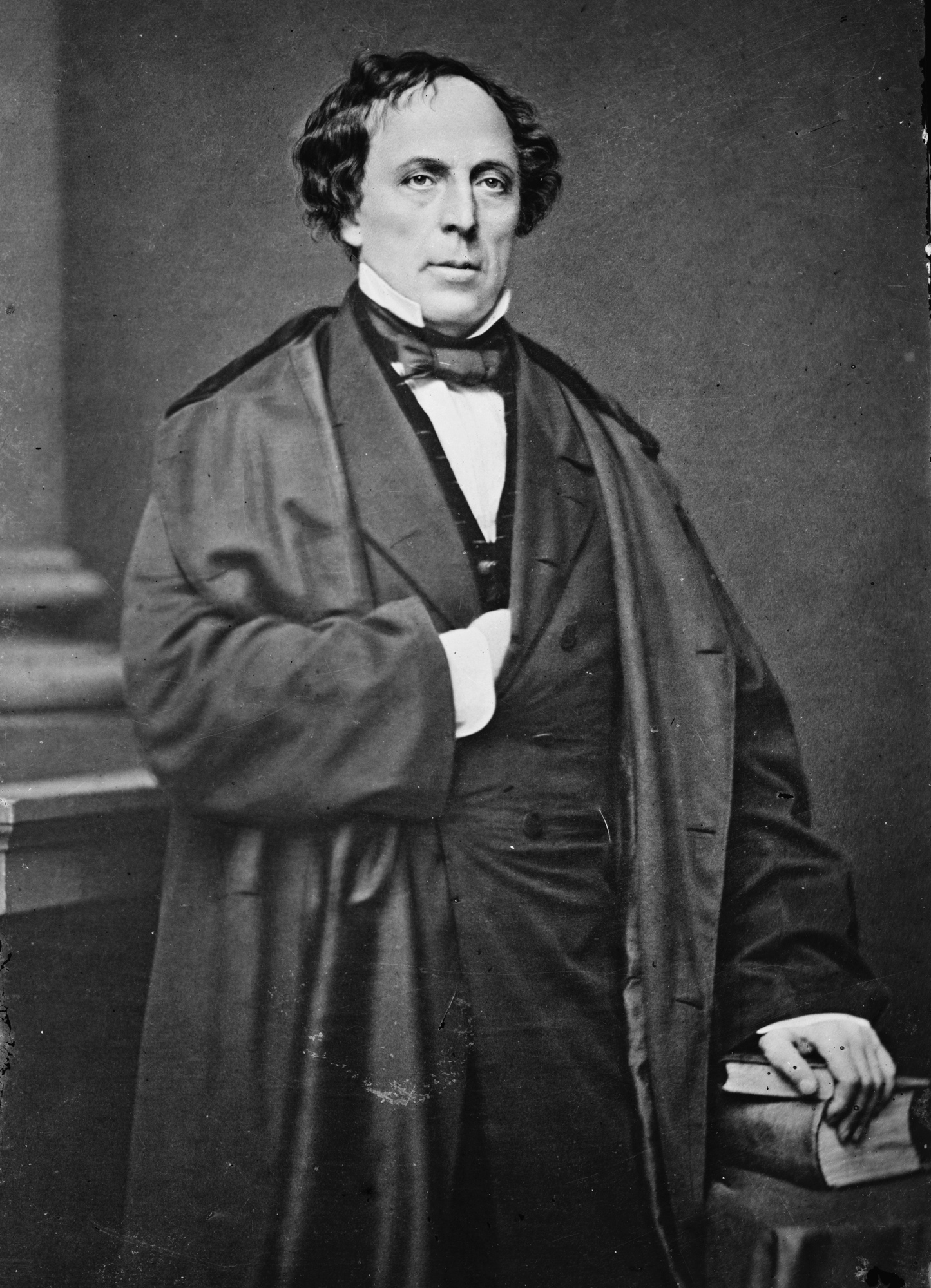
John Buchanan Floyd

John Buchanan Floyd (* 1. Juni 1806 in Blacksburg, Virginia; † 26. August 1863 in Abingdon, Virginia) war ein US-amerikanischer Gouverneur von Virginia, Kriegsminister und Generalmajor der Konföderierten Staaten von Amerika im Sezessionskrieg.

## Leben
Floyd wurde 1806 als Sohn von John Floyd, einem späteren langjährigen Kongressmitglied und Gouverneur von Virginia, auf der elterlichen Plantage Smithfield geboren. Nach seinem Studium am South Carolina College in Columbia, South Carolina, arbeitete er ab 1829 als Rechtsanwalt in seiner Heimatstadt und ließ sich dann in Helena (Arkansas) nieder. 1839 kehrte er nach Virginia zurück, ließ sich im Washington County nieder und betätigte sich als Mitglied der Demokratischen Partei zusätzlich in der Politik. 1847–49 und 1853 vertrat er dieses County im Repräsentantenhaus des Staates, von 1849 bis 1852 war er Gouverneur.
Im März 1857 wurde Floyd im Kabinett von Präsident James Buchanan zum Kriegsminister ernannt. Nachdem ihm 1860 unter anderem Preisabsprachen mit Armee-Lieferanten vorgeworfen wurden, legte er sein Amt nieder.

## Sezessionskrieg

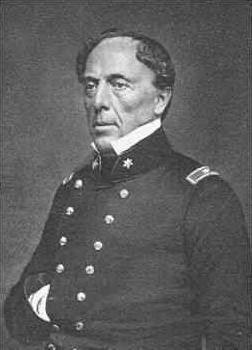
J. B. Floyd in Generalsuniform

Als sich Virginia für die Sezession entschieden hatte, wurde Floyd zunächst zum Generalmajor im provisorischen Heer Virginias und am 23. Mai 1861 zum Brigadegeneral des konföderierten Heeres ernannt. Bei einem seiner ersten Einsätze im Stab von General Robert Edward Lee wurde er am 10. September 1861 im Kanawha Valley bei der Schlacht von Carnifex Ferry verwundet. Im Januar des folgenden Jahres wurde er Kommandant von Fort Donelson in Tennessee, das in erster Linie den Nachschub und Truppentransport auf dem Cumberland River sichern sollte. Am 16. Februar 1862 wurde es im Zuge der Schlacht von Fort Donelson, die seit dem 12. Februar andauerte, von der Tennessee-Armee eingenommen, Floyd hatte aber schon vorher sein Kommando an die Generale Pillow und Buckner übergeben und sich von dort mit einem Teil seiner Brigade an Bord eines Dampfschiffs abgesetzt. Daraufhin wurde Floyd von Jefferson Davis, dem Präsidenten der Konföderierten, am 11. März 1862 seines Kommandos entbunden.
In der Folgezeit diente Floyd als Generalmajor der Virginia-Miliz, aber sein Gesundheitszustand verschlechterte sich rapide. Im folgenden Jahr, am 26. August, verstarb er in Abingdon, Virginia.